# Jude Wanniski
Jude Wanniski (* 17. Juni 1936 in Pottsville, PA; † 29. August 2005 in Morristown, NJ) war ein US-amerikanischer politischer Wirtschaftswissenschaftler, Publizist und Journalist.

## Leben
Wanniski wurde 1936 als Sohn eines Kupferminenarbeiters geboren. Er wuchs in  Brooklyn, N. Y., auf und besuchte hier auch das Brooklyn College. Wanniski studierte politische Wissenschaften und Journalismus an der University of Chicago, später an der University of California, Los Angeles. Nach dem Studium arbeitete er für verschiedene Zeitungen in Anchorage, Los Angeles und Las Vegas, anschließend als politischer Kolumnist beim National Observer. 1972 wechselte Jude Wanniski zum Wall Street Journal und wurde später Mitherausgeber des Wall Street Journal. Er vertrat eine konsequent angebotsorientierte wirtschaftstheoretische Grundlage für die volkswirtschaftliche Ausgestaltung der Ökonomie. Er war einer der führenden Berater in der Ära Ronald Reagan.
Wanniski wurde mit seinem Buch „The Way the World Works“ international bekannt.